# Mujer, casos de la vida real
Mujer, casos de la vida real es una serie de antología mexicana presentada y producida por Silvia Pinal para Televisa, entre los años 1986 y 2007. Pinal fue quien dio inicio a la serie, apareciendo como actriz del primer episodio.[cita requerida]
El programa mostraba historias basadas en hechos reales (inicialmente surgió para ayudar a víctimas y sobrevivientes del Terremoto de 1985), entre los que se encontraban problemas de la sociedad mexicana como el maltrato físico, abuso psicológico, etc. La serie también funcionó como plataforma de lanzamiento para nuevos actores y actrices que salían capacitados del Centro de Educación Artística (CEA) de la misma televisora, o igual para hacer regresos a la televisión de actores y actrices retirados. 
En 2019, Silvia Pinal afirmó que la serie sería renovada y se lanzaría nuevamente al aire, sin embargo, esto nunca sucedió. 

## Premisa e impacto social
Con el paso del tiempo, la serie tuvo un gran desarrollo en su contenido en apoyar al televidente con ayuda social, en algunas ocasiones, productora y actriz Silvia Pinal —la anfitriona de la serie— presentaba los casos que la gente le hacía llegar por medio de cartas y fax, al finalizar el caso representado por un grupo de reparto que participaba en el episodio, se realizaba una serie de entrevista para ejemplificar mejor la ayuda hacia el televidente.
Debido al impacto social y mediático que el programa recibió por parte de la audiencia, la serie estuvo acompañado de la ayuda social de algunas fundaciones que apoyaban los casos. A partir de septiembre de 2000, en TV Azteca —televisora competencia— sale al aire Lo que callamos las mujeres, idea original de Elisa Salinas que presentaba similarmente casos de mujeres de diferentes clases sociales, cuyos grados de problemáticas eran expuestas de formas más reales a diferencia de la serie.

## Premios y nominaciones

### Premios TVyNovelas
| Año  | Categoría                         | Nominado     | Resultado |
| ---- | --------------------------------- | ------------ | --------- |
| 1999 | Mejor programa dramático          | Silvia Pinal | Ganadora  |
| 2000 | Mejor programa dramático          | Silvia Pinal | Ganadora  |
| 2004 | Mejor Programa de Comedia o Serie | Silvia Pinal | Nominada  |

### Premios GLAAD 1999
| Categoría                 | Nominado     | Resultado |
| ------------------------- | ------------ | --------- |
| Mejor Episodio Individual | Silvia Pinal | Ganadora  |

## Disponibilidad
La conservación del programa por parte de Televisa ha sido descrita como pobre y desinteresada. Esto ha causado que la gran mayoría de los episodios se consideren raros, o perdidos, al no sobrevivir registros de ellos.
No existe un listado oficial con el número verdadero de episodios de la serie. IMDb cuenta con un registró de 1521, aunque se cree que este número es inexacto y posiblemente la cantidad de capítulos de la serie sea mucho mayor. La única forma de acceder a varios de los episodios, es mediante grabaciones hechas por los propios televidentes, aunque las mismas son raras, ya que muy pocos de los episodios de los más de 1521 se pueden encontrar por internet u otros medios de distribución. A esto hay que agregarle el hecho de que la gran mayoría de los episodios que fueron grabados son de la época del 2000 al 2007, lo que convierte a los episodios de los años 80 y 90 en material extremadamente raro.